# Тану, Екатерина
Екатерина Тану (греч. Αικατερίνη Θάνου; 1 февраля 1975, Афины) — бывшая греческая легкоатлетка, специализировавшаяся в беге на 100 метров. Призёр Олимпийских игр и чемпионатов мира.

## Биография
На соревнованиях высшего уровня Тану дебютировала в 1995 году на чемпионате мира в Гётеборге, где дошла до полуфинала на стометровке.
В начале 1996 года гречанка стала сильнейшей на европейском первенстве в помещении, выиграв самую короткую легкоатлетическую дистанцию 60 метров. В том же году впервые выступила на Олимпийских играх, где прекратила борьбу на четвертьфинальной стадии.
В 1997 году отказалась пройти проверку на допинг в Германии, где тренировалась, и уехала в Грецию.
В 1999 году стала чемпионкой мира в помещении, а на чемпионате мира в Севилье завоевала бронзовую медаль на стометровке.
В 2000 году Тану защитила звание чемпионки Европы в помещении, а на Олимпиаде в Сиднее завоевала серебряную медаль, уступив только американке Марион Джонс.
На чемпионате мира 2001 года Екатерина опять стала второй, на этот раз уступив украинской бегунье Жанне Пинтусевич.
Перед домашней Олимпиадой 2004 года Тану считалась одной из фавориток на стометровке. Но за день до открытия Игр она вместе с бегуном Костасом Кентерисом уклонилась от сдачи внесоревновательного допинг-теста, имитировав попадание в ДТП на мотоцикле. Несмотря на то, что спортсмены отрицали умышленный характер аварии, они были вынуждены сняться с Олимпиады, а после дополнительного расследования получили дисциплинарные наказания. Так Тану, пропустившая за год три допинг-пробы, была дисквалифицирована до декабря 2006 года.
В 2007 году Тану участвовала в чемпионате Европы в помещении и заняла там 6 место.
После того, как Марион Джонс была уличена в употреблении допинга во время Игр в Сиднее и дисквалифицирована, то Тану должна была автоматически переместиться на первое место. Однако учитывая сомнительную репутация греческой бегуньи МОК принял решение не провозглашать её победительницей, оставить за ней серебряную медаль, а стометровку на Играх-2000 оставить без победителя.
Тану предпринимала попытку выступить на Олимпиаде в Пекине, однако не была на них допущена олимпийским комитетом в связи с недостойным поведением перед Играми четырёхлетней давности.